# Midttun Station
Midttun Station (Midttun stasjon eller Midttun holdeplass) er en jernbanestation på Vossebanen, der ligger i kvarteret Midtun i Bergen kommune i Norge. Den er endestation for Gamle Vossebanens veterantog fra Garnes.
Stationen åbnede som trinbræt 23. november 1925. 1. august 1964 omlagdes fjerntogene på strækningen mellem Tunestveit og Bergen, hvor stationen ligger, til en ny strækning, hvorved persontrafikken forsvandt. Der var dog stadig godstrafik på den gamle strækning mellem Bergen og Midttun indtil 1. marts 1980, hvor strækningen mellem Minde og Midttun blev nedlagt. I stedet blev godstrafikken fra Tunestveit til Seimsmark forlænget til Midttun. Den trafik ophørte dog i marts 2001. Til gengæld begyndte veterantogene fra Gamle Vossebanen at køre i 1993.
24. maj 1960 stødte et tog fra Voss ind i en grab til en gravemaskine, der var ved at blive læsset af en godsvogn på stationen. Toget kørte 60-70 km/t og nåede ikke at stoppe. I stedet ramte det grabben, så hele gravemaskinen faldt ned på sporet foran toget. Ingen af de ca. 100 passagerer kom til skade, men lokomotivføreren døde på vej til Haukeland sjukehus.